# Стара Галич
Стара Галич (словац. Stará Halič) — село, громада округу Лученець, Банськобистрицький край, центральна Словаччина, регіон Новоград. Кадастрова площа громади — 17,6 км².
Населення 685 осіб (станом на 31 грудня 2017 року).

## Історія
Стара Галич згадується в 1350 році.

## Населення
| Рік:            | 1994. | 2004.   | 2014.   | 2024.   |
| --------------- | ----- | ------- | ------- | ------- |
| Кількість осіб: | 635   | 667     | 685     | 662     |
| Різниця:        |       | +5,03 % | +2,69 % | -3,35 % |

| Рік:            | 2023. | 2024.   |
| --------------- | ----- | ------- |
| Кількість осіб: | 645   | 662     |
| Різниця:        |       | +2,63 % |